# Jill Valentine
Jill Valentine (ジル・バレンタイン Jiru Barentain?) es un personaje ficticio femenino de la serie de videojuegos Resident Evil, desarrollada por la empresa japonesa Capcom. Al comienzo de la saga, es una miembro de la organización S.T.A.R.S. (concretamente en el equipo Alpha), que luego se convierte en una de las fundadoras de la BSAA tras terminados los horribles sucesos ocurridos en Raccoon City y la Mansión Arklay. Es hija de padre francés y madre japonesa.
Es un personaje que se preocupa mucho por sus compañeros y siempre trata de ayudarlos en caso de que la necesiten. A la edad adulta se unió a un programa de las Fuerzas Especiales Delta del Ejército de los Estados Unidos de América donde entrenó y obtuvo muy buenas calificaciones en desactivación de bombas. Para 1996 dejó el ejército y se unió al recién creado equipo de Servicio de Rescate y Tácticas Especiales, conocido como S.T.A.R.S., una subdivisión del Departamento de Policía de Raccoon City. Al unirse a S.T.A.R.S. se le asignó el puesto de Retaguardia del Equipo Alfa. Destacada por ser una especialista en cerraduras y explosivos.
Jill, además de aparecer en muchas entregas de videojuegos, también ha aparecido en varios mangas, cómics, libros, películas, entre otras cosas, lo que la convierte en uno de los personajes clave de la saga e historia de esta misma; incluidos crossovers y cameos en Fortnite, Street Fighter, Marvel vs. Capcom y Dead by Daylight.

## Características del personaje
Jill Valentine es diestra en el manejo de varias armas, así como una experta en el arte de abrir cerraduras (de ahí su mote Master of Unlocking) y en la desactivación de explosivos. Sus habilidades la convierten en un miembro valioso para cualquier equipo de combate.
Jill Valentine en principio tenía pelo largo, castaño y escondido en su boina en el Resident Evil original, pero en Resident Evil 3 y posteriores lo lleva corto (incluida la nueva versión del primer juego). Con su última aparición, en Resident Evil 5, sufrió cambios: tras el período de investigación y experimentación al que se sometió a Jill Valentine a manos de Wesker y Excella, su piel sufrió una decoloración que la hizo más pálida y sus ojos más grisáceos, además del cambio de color de cabello a rubio; esto se explica en los archivos de RE5.
En el adaptación de 2020 de Resident Evil 3, Jill Valentine sufrió cambios de personalidad, así como de cuerpo y vestimenta, llegando a concentrar las críticas de los seguidores de la saga, al abandonar el aspecto "inocente" o "femenina" de la original.[cita requerida]

## Biografía
Jill Valentine es miembro de los STARS, un grupo de trabajo especial en el departamento de policía de Raccoon City. Es especialista en tácticas de combate, desarmar trampas explosivas y abrir cerraduras gracias a su paso por la Delta Force. Gracias a su experiencia en el entrenamiento de la fuerza de los Estados Unidos, Jill Valentine consigue ser uno de los supervivientes del incidente que se produjo en las Montañas Arklay y Raccoon City.

### Resident Evil
El incidente de la Mansión 
Al igual que Chris Redfield, Jill Valentine era una agente del equipo Alpha de STARS. Estuvo implicada en la tragedia en el Complejo de Investigaciones Arklay. Aunque Jill y Chris trabajaron de forma independiente lograron llegar al fondo del caso. Entonces descubrieron que Barry Burton no era realmente un traidor, sino que estaba siendo manipulado por Albert Wesker, el capitán del equipo Alpha, que el responsable del brote zombi era el mismo Albert Wesker y que Umbrella era mucho más que una compañía farmacéutica. Esta experiencia en el Complejo de Investigaciones Arklay tendría serias repercusiones en Jill, que la acompañarían durante el resto de su vida.
A su regreso de la mansión, Chris y Jill Valentine y los demás miembros restantes de STARS trataron de informar a las autoridades de las actividades de Umbrella. A pesar de sus loables intenciones, no se inició investigación alguna sobre el caso. Ante la falta de respuestas, decidieron investigar a Umbrella por su propia cuenta, concentrando sus esfuerzos en la sede principal de la compañía, situada en Europa. Los miembros de STARS recibieron la misión de proteger Raccoon City, por lo que Jill decidió quedarse en la ciudad e investigar el centro de investigaciones de Umbrella antes de viajar a Europa para encontrarse con Chris. Esta decisión la llevó a tomar parte en el accidente de Raccoon City.

### Resident Evil 3: Némesis
Después de lo ocurrido en la mansión en las montañas Arklay, Jill Valentine regresó a la ciudad y advirtió a todos que Umbrella había hecho un virus, pero nadie le creyó, unas semanas después el virus se esparció por la ratas y desde allí todo Raccoon City se fue marchitando, un día después Jill Valentine decidió irse pero tuvo que enfrentarse con varios obstáculos, durante su escape Jill se encontró con Carlos Olivera un agente contra las armas biológicas de Umbrella, además se encontró con una arma biológica de Umbrella llamado Nemesis enfrentándose contra la criatura quien la deja al borde de la muerte al infectarla con el Virus-T. No obstante, con ayuda de Carlos, Jill logra recuperarse y al llegar a la fábrica muerta Jill Valentine se enfrentó contra Nemesis, Jill Valentine ganó pero supo antes que la ciudad iba a explotar, entonces rápido cogieron un helicóptero y así huyeron de las manos de Umbrella, Jill Valentine buscara a Chris y entonces podrán acabar con Umbrella.

#### Diario de Jill
Este es un extracto del diario que escribió Jill Valentine antes que acontecieran los sucesos narrados en Resident Evil 3.
7 de agosto
Han transcurrido dos semanas desde aquel día. Se me han curado las heridas, pero no puedo olvidarlo. Para la mayoría de la gente ya es historia. Pero para mí, cada vez que cierro los ojos, recuerdo todo claramente. Zombis comiendo carne humana y los gritos de mis compañeros moribundos. No, las heridas de mi corazón no han cicatrizado aún...
13 de agosto
Chris ha estado causando muchos problemas últimamente. ¿Qué le pasa? Apenas habla con los otros policías y está continuamente irritado. El otro día, le dio un puñetazo a Elran del departamento de delitos infantiles, por echarle café a la cara accidentalmente. Detuvo a Chris inmediatamente, pero cuando me vio, me guiñó un ojo y se fue. Me pregunto qué le ocurrió...
15 de agosto
Medianoche. Chris, que ha estado ausente por "vacaciones", me llamó y fui de visita a su apartamento. En cuanto entré en su cuarto, me mostró un par de hojas de papel. Formaban parte de un informe sobre la investigación de virus titulado simplemente "G". Después, Chris me dijo: "La pesadilla todavía continúa". Continuó diciendo: "Aún no ha terminado." Desde aquel día, ha estado luchando solo, sin descanso, sin decirme nada.
24 de agosto
Chris se ha marchado de la ciudad para irse a Europa. Barry me dijo que mandaría a su familia a Canadá y después seguiría a Chris. Yo decidí quedarme en Raccoon City un tiempo porque sé que las instalaciones de investigación en esta ciudad serán muy importantes para todo el caso.
Dentro de un mes, más o menos, me reuniré con ellos en algún lugar de Europa. Entonces empezará la verdadera batalla.

#### El desastre de Raccoon City
Los roedores de las alcantarillas de Raccoon City consumieron muestras del T-Virus debido a la destrucción de éstas por William Birkin, las ratas comenzaron a propagarlo por toda la ciudad. En poco tiempo, la mayor parte de los habitantes había sido infectada. Umbrella, responsable del desastre, reaccionó de inmediato y envió al UBCS, su Servicio de Respuesta a Peligros Biológicos, para controlar la situación. Además desplegaron el arma biológica Némesis, tipo T, para eliminar a los miembros de STARS, sobre todo a los supervivientes de la mansión, que se habían convertido en una amenaza para Umbrella.
Jill emprendió su huida de Raccoon City, perseguida y acosada constantemente por Némesis, ya que al ser la única superviviente del incidente de la mansión que aún esta en Raccoon City, se dedica a perseguirla tratando de matarla por toda la ciudad. Durante esta misión conoció a un miembro del equipo UBCS, Carlos Oliveira. Él le aseguró que su equipo había recibido órdenes de rescatar a los supervivientes de Raccoon City. Creyendo firmemente que este era el objetivo de su misión se propuso ayudar a Jill. Aunque ella tenía sus dudas, la gravedad de la situación había alcanzado tales proporciones que no tuvo elección.
El Gobierno de Estados Unidos estaba planeando detener la propagación del virus mediante el lanzamiento de un misil especial, en la llamada operación Bacillus Terminate. Cuando Jill contrajo el T-Virus al entrar en contacto con Némesis, perdió toda esperanza de salir con vida. Afortunadamente, Carlos estaba ahí para ayudarla; consiguió una cura para la infección del virus y se la inyectó a Jill. Tras la recuperación de Jill y de eliminar a Némesis, ambos consiguieron escapar de Raccoon City.

#### Epílogo
Tras huir de la ciudad, Jill quiso unirse a Chris Redfield. Sin embargo, todo lo que encontró fue el escondite de Chris vacío. El cuchillo de Chris estaba en el suelo.
Jill huyó rápidamente porque sabía que Chris seguía vivo. Lo buscará hasta que lo encuentre, y entonces podrán acabar con Umbrella...

### Resident Evil: The Umbrella Chronicles
La caída de Umbrella
En 2003, finalizada la operación TALOS, Jill y Chris se convirtieron en dos de los once fundadores originales de la BSAA y unieron sus fuerzas para luchar contra el bioterrorismo y las armas biológicas en todo el mundo. Chris y Jill lograron detener la proliferación de armas biológicas en Asia, destruyeron laboratorios ilegales en Sudamérica, arrestaron a traficantes europeos y patrullaron el mundo para erradicar el bioterrorismo. Aunque nunca consiguieron pruebas convincentes, durante estas misiones surgió la sospecha de que Umbrella estaba involucrada en muchos de esos asuntos. Esas sospechas se mateliarizaron en la persona del fundador de Umbrella, Ozwell E. Spencer.

### Resident Evil: Revelations
Jill Valentine es enviada a buscar a su compañero Chris Redfield, donde su última ubicación fue localizada en un Crucero de Lujo llamado Queen Zenobia. Ella es enviada junto a su nuevo compañero Parker Lucciani, quienes van a investigar aquel crucero que se encuentra flotando en el Mar Mediterráneo. Ellos se trasladan mediante un remolcador que los lleva hasta el crucero. Al llegar al crucero enganchan ciertos arneses al barco y suben a bordo. Mientras investigan este crucero oscuro y tenebroso se enfrentaran a nuevos zombis llamados BOW, una especie de monstruos infectados con el virus T-Abbyss. Al seguir investigando, Jill encuentra una habitación donde, desde la puerta, ve a un hombre sin camisa atado a una silla, por lo que ella piensa que es Chris, pero no puede abrir la puerta ya que está cerrada con llave. Mientras Jill busca la llave se encuentra con la escena desagradable en la cual muere una mujer misteriosa llamada Rachel. Al ir a investigar a la superviviente encuentra la llave, y va directamente a abrir la puerta donde supuestamente esta su compañero Chris. Mientras se dirige a la puerta se reagrupa con Parker y van directo a la habitación, pero al abrir la puerta, Jill se da cuenta de que el hombre sentado es un muñeco, y entonces toda la habitación se empieza a llenar de Gas Somnífero, y mientras se está sumiendo a un sueño entra un hombre misterioso diciéndole: Es hora de conocer la verdad, Señorita Valentine.

### Resident Evil 5
Tras recibir información sobre el paradero de Spencer, Jill Y Chris salieron en su búsqueda, pero a quien encontraron fue a su antiguo capitán y gran enemigo, Albert Wesker. El cuerpo arrugado y sin vida de Spencer yacía en el suelo. En vista de las circunstancias decidieron arrestar a Wesker.
Aunque eran dos contra uno y eso debería haberles dado ventaja, descubrieron que la fuerza y la agilidad de Wesker eran superiores a las de cualquier humano. A pesar de su formación, Jill y Chris no eran rivales para Wesker. Justo cuando su antiguo capitán estaba a punto de acabar con la vida de Chris, Jill realizó un último sacrificio embistiendo a Wesker, lo tiró por la ventana y se precipitó con él al fondo de un acantilado. Chris no pudo hacer nada además de ver como su compañera caía y encontraba, probablemente, la muerte. La BSAA inició una operación de búsqueda a gran escala, pero el cuerpo de Jill, así como sus objetos personales, nunca fueron recuperados.
En 2006, Jill Valentine fue declarada oficialmente muerta y su nombre se sumó a la lista de los miembros de la BSAA fallecidos en cumplimiento del deber. Sin embargo, la historia de Jill Valentine no termina aquí. Ni ella ni Wesker murieron en aquella ocasión. Herida de gravedad e inconsciente, Jill sobrevivió gracias a la ayuda de Wesker que, tras someterla al tratamiento médico correspondiente, la criogenizó. Su plan consistía en utilizarla como primer conejillo de indias una vez finalizado el proyecto Uroboros. Fue su forma de cobrarse venganza. Afortunadamente para Jill, la suerte estaba de su lado. El aparato que controlaba sus constantes vitales detectó ciertas anomalías. Algo estaba sucediendo en el interior de su cuerpo, y Wesker no pudo reprimir su curiosidad. Al investigar el caso descubrió que una forma mutante del T-Virus seguía dentro de ella. Se trataba de un remanente de la infección que contrajo en Raccoon City (Resident Evil 3). La cura que recibió debería haber eliminado todos los agentes víricos de su organismo, pero, en lugar de eso, hizo que el virus permaneciera en su cuerpo en estado latente. De alguna manera, al pasar un largo período criogenizada, el virus se había reactivado. Poco después de la reactivación del virus, este desapareció por completo, aunque dejó algo en su lugar: Wesker descubrió que el cuerpo de Jill poseía ahora anticuerpos extraordinariamente poderosos. Asombrosamente, durante todos esos años en los que el T-Virus había mutado en su cuerpo, Jill había desarrollado un sistema inmunológico milagroso que la protegía de cualquier virus (incluyendo el Uroboros). Este descubrimiento alimentó las ambiciones de Albert Wesker.
El desarrollo del virus Uroboros, la clave del proyecto Uroboros, era extremadamente complicado. El virus desarrollado a partir de la flor Progenitora había resultado ser demasiado venenoso como para ser útil; ya que, en vez de favorecer la evolución humana, únicamente conllevaba la muerte. Wesker creía que los anticuerpos de Jill podrían reducir la peligrosidad del virus, por lo que decidió mantenerla con vida para producir los anticuerpos necesarios para la investigación. Irónicamente, Jill, la gran detractora de las armas biológicas que había dedicado la mayor parte de su vida a erradicarlas por completo, estaba siendo utilizada para desarrollar el arma biológica más terrible.
Tras un largo período de investigación y experimentación, Wesker consiguió perfeccionar Uroboros. Su participación en el desarrollo del virus descartó a Jill como cobaya para las pruebas, pues su cuerpo estaba protegido por anticuerpos puros e inalterados. No obstante, Wesker pensó que ya encontraría alguna utilidad para ella en otro momento.
Durante la investigación del virus Progenitor se descubrió la existencia de una nueva sustancia química. Los científicos se refierieron a ella como P30. Los pacientes que la recibían no solo adquirían una fuerza sobrehumana, sino que, además, se volvían extremadamente vulnerables a la manipulación mental. El P30 era el potenciador de rendimiento definitivo.
El objetivo del proyecto Uroboros era crear una nueva raza de seres humanos, por lo que el P30 no parecía tener ninguna relevancia. Sin embargo, se llegó a la conclusión de que podría comercializarse como producto para conseguir fondos adicionales.
Se inició una investigación simultánea con Las Plagas y P30 para crear soldados perfectos que acataran órdenes sin oponer resistencia. Lamentablemente esta última no dio los resultados esperados: los efectos del P30 duraban muy poco tiempo; el cuerpo humano metabolizaba y expulsaba el contenido de una inyección de P30 a gran velocidad, por lo que era necesario volver a administrarlo frecuentemente; hecho que desembocó en un potenciador del rendimiento a largo plazo. La única solución consistía en colocarle un dispositivo al sujeto que le administrase el fármaco continuamente. Sin embargo, aunque los efectos del P30 eran breves, seguía siendo una sustancia potente y eficaz. Como se desconocían los efectos de una administración continua, se incorporó un dispositivo externo en el cuerpo de Jill. Este iba acoplado a su pecho y le inyectaba el fármaco de forma continua. Carente de voluntad, se convirtió en la guardaespaldas de Excella Gionne y Albert Wesker hasta que Chris Redfield y Sheva Alomar lograron destruirle el dispositivo.
Después de África

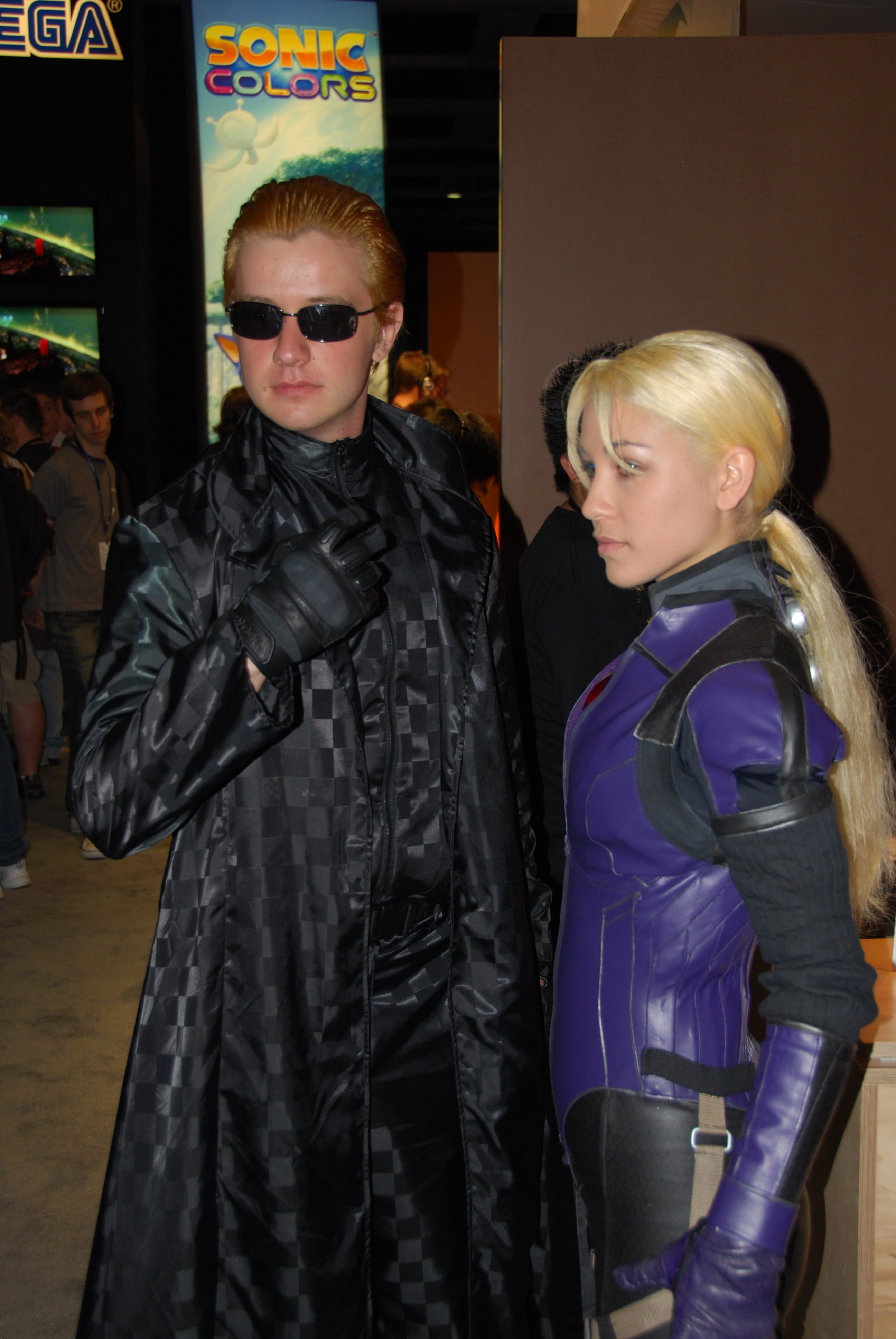
Cosplay de Jill Valentine de RE5.

Jill Valentine consiguió escapar junto a Chris Redfield y Sheva Alomar, y más tarde fue ingresada en un laboratorio de la BSAA, como indica en un correo electrónico que envió a Barry tiempo después (un archivo secreto de Resident Evil: Revelations 2). En el correo electrónico, Jill contaba a Barry que estaban haciéndole pruebas y que aún permanecería un tiempo allí, pero que pronto empezaría la rehabilitación.

## Actrices de voz

### En inglés
- Inezh: Resident Evil (1996), Resident Evil: Director's Cut (1997)
- Catherine Disher: Resident Evil 3 Nemesis (1999), Marvel Vs. Capcom 2: New Age of Heroes (2000)
- Patricia Ja Lee: Resident Evil: Umbrella Chronicles (2007), Resident Evil 5 (2009), Resident Evil: The Mercenaries 3D (2011)
- Kari Wahlgren: Marvel Vs. Capcom 3: Fate of Two Worlds, Ultimate Marvel Vs. Capcom 3 (2011)
- Michelle Ruff: Resident Evil: Operation Raccoon City (2012), Resident Evil: Revelations (2012), Resident Evil: Revelations 2 (2015)
- Nicole Tompkins: Resident Evil 3 (2020)

### En japonés
(hasta la salida de Resident Evil: Operation Raccoon City en 2012, todas las entregas salieron con voces en inglés incluso en Japón)
- Atsuko Yuya: Marvel Vs. Capcom 3: Fate of Two Worlds, Ultimate Marvel Vs. Capcom 3 (2011), Resident Evil: Operation Raccoon City (2012), Project X Zone (2012), Resident Evil: Revelations (2012), Resident Evil: Revelations 2 (2015), Project X Zone 2 (2015), Resident Evil 3 (2020)

### En español (España)
(en España, los juegos siempre se distribuyeron con voces en inglés hasta la llegada de Resident Evil: Operation Raccoon City en 2012)
- Yolanda Mateos: Resident Evil: Operation Raccoon City (2012)
- Mar Bordallo: Resident Evil: Revelations (2012), Resident Evil: Revelations 2 (2015)
- Blanca Hualde: Resident Evil 3 (2020)

## Apariciones

### Videojuegos
| N.º | Título                                 | Año  | Rol            |
| --- | -------------------------------------- | ---- | -------------- |
| 1.  | Resident Evil                          | 1996 | Protagonista   |
| 2.  | Resident Evil: Director's Cut          | 1997 | Protagonista   |
| 3.  | Resident Evil 3                        | 1999 | Protagonista   |
| 4.  | Resident Evil (Remake)                 | 2002 | Protagonista   |
| 5.  | Resident Evil: Deadly Silence          | 2006 | Protagonista   |
| 6.  | Resident Evil: The Umbrella Chronicles | 2007 | Protagonista   |
| 7.  | Resident Evil 5                        | 2009 | Coprotagonista |
| 8.  | Resident Evil: The Mercenaries 3D      | 2011 | Protagonista   |
| 9.  | Resident Evil: Revelations             | 2012 | Protagonista   |
| 10. | Resident Evil: Operation Raccoon City  | 2012 | Jugable        |
| 11. | Resident Evil: Revelations 2           | 2015 | Jugable        |
| 12. | Resident Evil 3 (Remake)               | 2020 | Protagonista   |

### Películas
| N.º | Título                     | Año  | Rol                      |
| --- | -------------------------- | ---- | ------------------------ |
| 1.  | Resident Evil: Apocalipsis | 2004 | Protagonista             |
| 2.  | Resident Evil: Afterlife   | 2010 | Cameo                    |
| 3.  | Resident Evil: Retribution | 2012 | Protagonista/Antagonista |

### Libros
| N.º | Título                                                      | Rol          |
| --- | ----------------------------------------------------------- | ------------ |
| 1.  | Resident Evil: The Umbrella Conspiracy                      | Protagonista |
| 2.  | Resident Evil: Némesis                                      | Protagonista |
| 3.  | Resident Evil: The Umbrella Chronicles: Prelude to the Fall | Protagonista |

## Otras apariciones
Jill es uno de los personajes más carismáticos, tanto de Resident Evil como de Capcom en general, y por ello ha llegado a hacer varios cameos en distintos juegos, que son:
- Pocket Fighter (cameo en uno de los escenarios)
- SNK vs. Capcom: Card Fighters Clash (cameo)
- Marvel vs. Capcom 2: New Age of Heroes (personaje jugable, con el atuendo del primer Resident Evil original)
- Under The Skin (cameo, con el atuendo de Resident Evil 3: Nemesis)
- We Love Golf (personaje jugable)
- Marvel vs. Capcom 3: Fate of Two Worlds (personaje jugable como contenido descargable)
- Project X Zone (personaje jugable)
- Ultimate Marvel vs. Capcom 3 (personaje jugable)
- Resident Evil: Revelations 2 (personaje jugable en el "Modo Asalto")
- Project X Zone 2 (personaje jugable)
- Dead by Daylight (personaje jugable como contenido descargable, utilizando el traje del versión de Resident Evil 3)
- Fortnite (skin)

### Periodismo de videojuegos
El periodismo de videojuegos enlistó a Valentine como uno de los personajes más emblemáticos e icónicos de los videojuegos, destacándola como el personaje más amado y consistente de Resident Evil. También fue aclamada por la crítica debido a la representación femenina en videojuegos, ya que a diferencia de otros, Valentine no se encuentra tan sexuaizada; incluso fue citada como el ejemplo a seguir en cuanto a personajes femeninos refiere, ya que su rol en la historia así como sus habilidades son igual de competentes que las de sus contrapartes masculinas.
Otras críticas apuntan que su papel de héroe en la historia se encuentra "suavizado", además de no verse reflejado su pasado en la milicia al tener trajes o apariencia sexualizada en las primeras entregas de la serie.

### Adaptación cinematográfica
Jill es interpretada por Sienna Guillory en la adaptación cinematográfica de Resident Evil: Apocalipsis basada en los títulos Resident Evil 2 y Resident Evil 3: Nemesis.
Jill intenta escapar de Racoon City junto con Alice, Carlos Oliveira y otros supervivientes, de los infectados por el virus que ha brotado en la ciudad.
El personaje de Jill no aparece en esta película debido a problemas de horario con la actriz que interpretaba el papel, pero según su novelacización, Jill finalmente escapa junto con Alice, Carlos, LJ y Ángela y es descubierta por los agentes federales y se entrega a las autoridades. Tras ser interrogada se traslada a San Francisco para informar a la policía local de como lidiar con los infectados a los que se enfrentó anteriormente.
Después de cinco años toma contacto con el convoy de Claire, Carlos y L.J. y le proponen unirse a ellos pero ella rechaza la oferta sin interés alguno.
Jill llega a las ruinas de Baltimore y conoce a un expolicía local de ese lugar, Jasper, y junto con otro supervivientes toman el lugar y se reconoce como uno de los pocos sitios habitables para humanos del mundo tras el brote vírico. Tras ello Jill decide marchar pero Jasper la anima a quedarse ya que piensa que es la líder ideal que ellos necesitaban.
Jill vuelve a la gran pantalla en donde aparece controlada por Albert Wesker al final de la película, y liderando a los soldados de Umbrella para matar a los sobrevivientes de Arcadia, y capturar a Claire, Chris y Alice. Jill cambia su imagen teniendo un look muy parecido al ya visto en Resident Evil 5 con su dispositivo incluido.
Jill es la principal antagonista en Resident Evil: Retribution, siguiéndole a "La Reina Roja". Ordenada a perseguir a Alice con otros sobrevivientes, hasta que un enfrentamiento con Alice, es liberada del dispositivo de control en forma de insecto. Al final se une a la resistencia de Wesker junto con Alice y otros sobrevivientes para defender la Casa Blanca de una gran horna de zombis.
En The Final Chapter, la deserción de Wesker de Umbrella se revela como una estratagema para reunir a los supervivientes de la humanidad en un solo lugar. Wesker finalmente traiciona a los que reunió, destruyendo la Casa Blanca y matando a todos menos a Alice, incluida Jill. Sin embargo Jill no apareció en pantalla en la película final, muriendo fuera de la pantalla. Según Jovovich, Valentine fue excluido porque había demasiados personajes de Resident Evil para incluir en la película.